# François Debeauvais

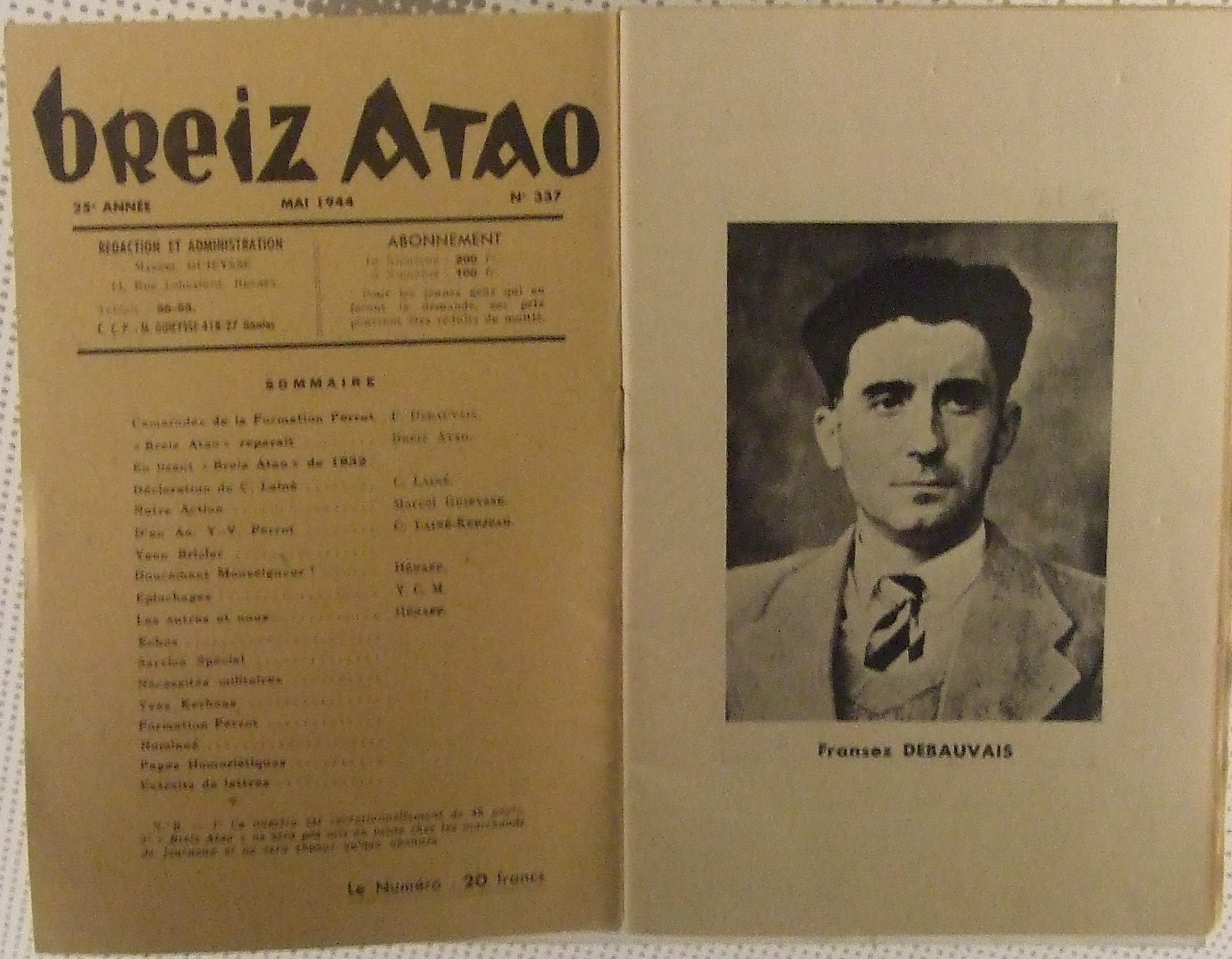
Numer „Breiz Atao” z 1944 r. ze wspomnieniem François Debeauvaisa

François Debeauvais, bret. Fransez Debeauvais, Fransez Debauvais, Fañch Debeauvais, Fañch Debauvais (ur. 31 stycznia 1903 w Rennes, zm. 20 marca 1944 w miejscowości Colmar) – bretoński działacz nacjonalistyczny, kolaborant podczas II wojny światowej.

## Życiorys
Pracował początkowo jako farmaceuta, ale szybko zaangażował się w działalność ruchu bretońskich nacjonalistów. Współzakładał na przełomie 1918 i 1919 r. czasopismo „Breiz Atao”. W 1920 r. stanął na czele młodzieżowej organizacji Unvaniez Yaounkiz Breiz. Rozbudował ją, łącząc się z frakcjami kierowanymi przez Yanna Bricklera i Oliera Mordlera. W 1924 r. uczestniczył w panceltyckim kongresie w Quimper. W 1930 r. przedstawił plan wydawania magazynu „Le Peuple Breton”, do czego jednak nie doszło z powodu braku funduszy. W sytuacji rozłamu w bretońskim ruchu nacjonalistycznym na federalistów i niepodległościowców wstąpił do separatystycznej Bretońskiej Partii Narodowej (PNB). Związał się też z terrorystyczną organizacją Gwenn ha du. Kiedy w marcu 1933 r. na łamach „Breiz Atao” O. Mordrel przedstawił radykalny program polityczny zatytułowany „SAGA” (Strollad Ar Gelted Adsavet), zawierający elementy faszystowskie i rasistowskie, F. Debeauvais skrytykował go. W dalszych latach starał się powstrzymywać wzrost radykalnego skrzydła PNB. Pomimo tego w II poł. lat 30. nawiązał wraz z O. Mordrelem kontakty z nazistowską NSDAP. W 1938 r. francuskie władze wystąpiły przeciwko niemu z oskarżeniem, w związku z czym zbiegł na krótko do Belgii. Po powrocie do Francji został aresztowany i skazany 14 grudnia 1938 r. na karę 6 miesięcy więzienia za „atak na jedność narodu”. Wyszedł na wolność 25 lipca 1939 r., wyraziwszy żal za swoje czyny. Po wybuchu II wojny światowej PNB została zdelegalizowana. W tej sytuacji F. Debeauvais wraz z O. Mordrelem wyjechali przez Holandię do Niemiec. W Amsterdamie wydali proklamację do Bretończyków, aby nie wspierali Francji w wojnie z Niemcami. Pod koniec 1939 r. przybyli do Berlina, gdzie starali się znaleźć zwolenników idei niepodległości Bretanii po spodziewanej klęsce Francji. W styczniu 1940 r. napisali "list wojenny” do bojówkarzy bretońskich, nawołujący do działań terrorystycznych przeciwko władzy francuskiej. W kwietniu tego roku F. Debeauvais przedstawił pomysł przewiezienia okrętem podwodnym broni z Niemiec na wybrzeże bretońskie i reaktywowania zbrojnej organizacji PNB. Po konflikcie z O. Mordrelem zrezygnował jednak z niego. 7 maja francuski trybunał wojskowy w Rennes skazał zaocznie F. Debauvaisa i O. Mordrela na karę śmierci. W tym czasie Debauvais ogłosił w Berlinie utworzenie bretońskiego rządu na uchodźstwie (Bretonische Regierung), który oficjalnie został uznany przez władze III Rzeszy. Obaj działacze bretońscy dostali paszporty bezpaństwowców i prawo swobodnego poruszania się w granicach Rzeszy. Po zwycięstwie wojsk niemieckich w kampanii francuskiej pod koniec czerwca powrócili oni do okupowanego kraju. W lipcu na kongresie w Pontivy powołali Bretoński Komitet Narodowy i założyli pismo „L'Heure Bretonne", które zastąpiło „Breiz Atao”. W październiku F. Debeauvais zachorował na gruźlicę, w związku z czym wycofał się z działalności politycznej, choć jeszcze do końca 1940 r. starał się działać w Bretońskim Komitecie Narodowym. Po powrocie do zdrowia w latach 1941–1943 był sekretarzem Celtyckiego Instytutu Bretanii. Od stycznia 1944 r., po nawrocie gruźlicy, leczył się w klinice w Colmarze. Poparł utworzenie przez Célestina Lainé’a bretońskiej formacji SS pod nazwą Bezen Perrot. Krótko przed śmiercią wysłał swojego syna do Hitlerjugend w Zillisheim.